# Kombinacja norweska na Mistrzostwach Świata w Narciarstwie Klasycznym 2013 – sztafeta
Sztafeta HS106/4x5 km jedna z konkurencji w ramach kombinacji norweskiej na Mistrzostwach Świata w Narciarstwie Klasycznym 2013. Skoki na kompleksie Trampolino Dal Ben oraz sztafeta odbyły się 24 lutego 2013 we włoskim Val di Fiemme. Tytułu z poprzednich mistrzostw bronili Austriacy. Tym razem triumfowali Francuzi w składzie: François Braud, Maxime Laheurte, Sebastien Lacroix, Jason Lamy Chappuis. Rywalizowało 12 reprezentacji narodowych.

## Wyniki

### Skoki
Skoki rozpoczęły się o godzinie 10:00.
| Pozycja | Nr | Państwo                                                                              | Skok (m)             | Punkty                        | Strata czasowa |
| ------- | -- | ------------------------------------------------------------------------------------ | -------------------- | ----------------------------- | -------------- |
| 1       | 8  | Japonia · Akito Watabe · Yoshito Watabe · Yūsuke Minato · Taihei Katō                | 101,5 99,5 87,0 98,0 | 467,5 122,8 122,7 99,1 122,9  |                |
| 2       | 9  | Francja · Maxime Laheurte · François Braud · Sébastien Lacroix · Jason Lamy Chappuis | 100,5 90,0 93,0 95,5 | 451,1 116,4 105,2 112,4 117,1 | +0:22          |
| 3       | 10 | Austria · Wilhelm Denifl · Bernhard Gruber · Lukas Klapfer · Mario Stecher           | 101,5 92,5 93,0 91,5 | 448,8 120,4 110,8 108,9 108,7 | +0:25          |
| 4       | 11 | Norwegia · Magnus Krog · Jørgen Gråbak · Magnus Moan · Håvard Klemetsen              | 97,5 90,5 94,5 97,5  | 430,3 110,8 82,5 113,0 125,0  | +0:50          |
| 5       | 7  | Stany Zjednoczone · Todd Lodwick · Bill Demong · Taylor Fletcher · Bryan Fletcher    | 93,5 86,5 93,0 95,5  | 421,3 99,4 101,0 105,1 115,8  | +1:02          |
| 6       | 12 | Niemcy · Björn Kircheisen · Fabian Rießle · Tino Edelmann · Eric Frenzel             | 83,0 87,5 92,0 92,5  | 412,3 85,1 102,7 110,4 114,1  | +1:14          |
| 7       | 5  | Słowenia · Matic Plaznik · Mitja Oranič · Gašper Berlot · Marjan Jelenko             | 90,5 86,0 85,5 95,5  | 403,3 98,7 94,7 91,6 118,3    | +1:26          |
| 8       | 4  | Finlandia · Janne Ryynänen · Eetu Vähäsöyrinki · Ilkka Herola · Mikke Leinonen       | 91,5 85,5 92,0 85,0  | 398,2 104,0 93,3 103,9 97,0   | +1:32          |
| 9       | 3  | Włochy · Alessandro Pittin · Lukas Runggaldier · Armin Bauer · Giuseppe Michielli    | 91,0 89,5 85,0       | 396,6 104,8 98,0 98,8 95,0    | +1:35          |
| 9       | 2  | Estonia · Han-Hendrik Piho · Karl-August Tiirmaa · Kail Piho · Kristjan Ilves        | 88,5 95,0 86,5       | 396,6 101,5 103,6 93,9 97,6   | +1:35          |
| 11      | 6  | Czechy · Tomáš Portyk · Miroslav Dvořák · Tomáš Slavík · Pavel Churavý               | 85,5 83,5 91,0 92,0  | 387,7 86,5 88,8 103,4 109,0   | +1:46          |
| 12      | 1  | Rosja · Iwan Panin · Dienis Isajkin · Ernest Jachin · Jewgienij Klimow               | 84,5 83,0 89,5 87,5  | 357,8 81,6 82,3 98,6 95,3     | +2:26          |

### Bieg
Bieg rozpoczął się o godzinie 15:00.
| Pozycja | Nr | Państwo                                                                              | Strata (skoki) | Czas                                      | Miejsce | Strata  |
| ------- | -- | ------------------------------------------------------------------------------------ | -------------- | ----------------------------------------- | ------- | ------- |
| 1       | 2  | Francja · François Braud · Maxime Laheurte · Sébastien Lacroix · Jason Lamy Chappuis | 0:22           | 57:34,0 14:34,9 14:46,9 13:51,9 13:58,3   | 4       |         |
| 2       | 4  | Norwegia · Jørgen Gråbak · Håvard Klemetsen · Magnus Krog · Magnus Moan              | 0:50           | 57:34,4 14:06,4 14:43,9 13:54,9 13:59,2   | 2       | +0.4    |
| 3       | 5  | Stany Zjednoczone · Taylor Fletcher · Bryan Fletcher · Todd Lodwick · Bill Demong    | 1:02           | 57:38,2 13:58,6 14:40,3 14:01,6 13:55,7   | 1       | +4.2    |
| 4       | 1  | Japonia · Yoshito Watabe · Taihei Katō · Akito Watabe · Yūsuke Minato                | 0:00           | 57:39,7 15:00,1 14:41,3 13:53,2 14:05,1   | 7       | +5.7    |
| 5       | 3  | Austria · Wilhelm Denifl · Bernhard Gruber · Lukas Klapfer · Mario Stecher           | 0:25           | 57:41,6 14:25,1 14:27,5 14:25,3 13:58,7   | 5       | +7.6    |
| 6       | 6  | Niemcy · Björn Kircheisen · Tino Edelmann · Eric Frenzel · Fabian Rießle             | 1:14           | 58:41,6 14:16,1 14:36,3 14:06,3 14:28,9   | 6       | +1:07,6 |
| 7       | 9  | Włochy · Lukas Runggaldier · Giuseppe Michielli · Armin Bauer · Alessandro Pittin    | 1:35           | 58:44,5 14:17,9 14:33,0 14:16,0 14:02,6   | 3       | +1:10,5 |
| 8       | 8  | Finlandia · Ilkka Herola · Mikke Leinonen · Janne Ryynänen · Eetu Vähäsöyrinki       | 1:32           | 1:01:10,8 14:39,0 14:52,1 14:59,1 15:08,6 | 8       | +3:36,8 |
| 9       | 7  | Słowenia · Marjan Jelenko · Mitja Oranič · Matic Plaznik · Gašper Berlot             | 1:26           | 1:02:33,0 15:30,4 15:05,9 15:13,1 15:17,6 | 11      | +4:59,0 |
| 10      | 11 | Czechy · Miroslav Dvořák · Tomáš Slavík · Tomáš Portyk · Pavel Churavý               | 1:46           | 1:02:40,7 15:22,2 15:12,1 15:30,2 14:50,2 | 10      | +5:06,7 |
| 11      | 10 | Estonia · Kail Piho · Han-Hendrik Piho · Karl-August Tiirmaa · Kristjan Ilves        | 1:35           | 1:02:52,2 14:38,0 15:26,4 15:35,3 15:37,5 | 12      | +5:18,2 |
| 12      | 12 | Rosja · Dienis Isajkin · Iwan Panin · Ernest Jachin · Jewgienij Klimow               | 2:26           | 1:03:06,9 14:33,3 15:03,6 14:59,3 16:04,7 | 9       | +5:32,9 |